# Bob Mark
Bob Mark (Albury, 28 novembre 1937 – Sudafrica, 21 luglio 2006) è stato un tennista australiano.

## Carriera
Ottiene i migliori risultati alla fine degli anni 1950, in singolare raggiunge una semifinale agli Australian Championships 1959 dove viene eliminato da Neale Fraser e si avventura fino ai quarti di finale agli U.S. National Championships 1960 dove ha la peggio contro Dennis Ralston nonostante avesse vinto il primo set.
Nel doppio maschile vince tre titoli dello Slam insieme a Rod Laver, dal 1959 al 1961 sono loro due a conquistare il titolo in Australia mentre in coppia raggiungono la finale di Wimbledon 1959 e U.S. National Championships 1960 ma ne escono sconfitti dai connazionali Emerson-Fraser.
Agli Internazionali di Francia 1961 cambia partner scegliendo Robert Howe ma vengono sconfitti proprio dall'ex compagno Laver insieme a Roy Emerson.
Nel doppio misto vince due titoli, agli Australian Championships 1959 insieme a Sandra Reynolds e agli U.S. National Championships 1961 in coppia con Margaret Smith Court.
In Coppa Davis ha giocato e vinto un match con la squadra australiana che ha conquistato l'insalatiera nel 1959.
Finita la carriera da tennista si trasferisce in Sudafrica, paese d'origine della moglie Merryl, dove si impegna nell'insegnamento del tennis. Muore nel luglio 2006 all'età di sessantotto anni.